# Дъщерята на полка
„Дъщерята на полка“ (на френски: La fille du règiment) е комична опера в две действия от Гаетано Доницети по френското либрето на Жул-Анри Верноа и Жан-Франсоа Баяр. Доницети пише тази опера по време на пребиваването си в Париж. Либретото е преведено на италиански с незначителни промени от Калисто Баси и италианската версия на операта е известна като La figlia del regimento.

## История на творбата
„Дъщерята на полка“ е представена за пръв път на 11 февруари 1840 г. в Опера комик, Париж, а след това и в Ла Скала, Милано – на 30 октомври 1841. Представена е на английски език в Сърей Тиътър, Лондон на 21 декември 1847 г. и е репетирана за същия спектакъл на италиански с Йени Линд. За първи път е поставена в Ню Орлеанс на 7 март 1843 г., а скоро след това и в Ню Йорк, като ролята на Мари е била любима за Джени Линд, Хенриет Зонтаг, Паулин Лука и Аделина Пати. В Метрополитън Опера е поставена с Марсела Сембрич и Чарлз Джилибърд (Сулпиз) през 1902 – 3 г. На същата сцена се завръща през 1909 с Луиза Тетрацини, Джон Маккормак (Тонио) и отново Чарлз Джилибърд, а по-късно и с Фрида Хемпел и Антонио Скоти на 17 декември 1917 г.
Най-известната ария от операта е „Ah! mes amis, quel jour de fête!... Pour mon âme“ (“Ах! Приятели мои, какъв празник“) на Тонио от първото действие, популярна като „връх „Еверест“ за тенорите. Тя завършва с 9 горни до, като в оригиналната партитура Доницети пише 8 (4 по 2), а по-късно добавя още едно. Трудност добавя и факта, че тя е сравнително рано в спектакъла и така оставя малко време на певеца за разпяване. Много тенори я пеят с горно си, особено като се има предвид, че нотите са бързо една след друга и изискват значително пъргав глас. Най-известното изпълнение на партията на Тонио е на Лучано Павароти, най-често в партньорство с Джоан Съдърланд. Първо я играят в Ковънт Гардън през 1966 – 67, после (с Мирела Френи) на италиански в Ла Скала, 1968 и накрая през 1972 г. в Метрополитън Опера, пак със Съдърланд. Пресата тръби тогава, че Павароти „прескача като на спортна обиколка Бичърз Бруук (конно състезание) горните до със самоувереност и оставя всички без дъх“, за което е извикан 17 пъти на бис. Записите на всички тези представления се продават с нестихващ успех. По-съвременно забележително изпълнение е това на Хуан Диего Флорез в Ла Скала, като „чупи 74-годишното ембарго за бисовете в легендарния милански театър“. Флорез се представя като Тонио и в Метрополитън на 21 април 2008 г. с Натали Десе като Мари. Този спектакъл е излъчен на видео с високо качество на картината в кинотеатрите на 26 април 2008 г. Финалът на този спектакъл е осъвременен към Първата световна война с появяването на малки танкове.
По специални поводи в ролята на Херцогинята се кани първокачествена примадона, дори може да е оттеглила се от сцената. Така например в представлението в Метрополитън през 1972 г. с двойката Съдърланд-Павароти, Херцогинята е Люба Велич, а в постановката с Десе-Флорез – Монсерат Кабайе.
В България „Дъщерята на полка“ се поставя за пръв път от ОФД Русе в Русенската опера през 2009 г.

## Действащи лица
| Роля                                                        | Партия             | Екип на световната премиера, 11 февруари 1840 (Париж) |
| ----------------------------------------------------------- | ------------------ | ----------------------------------------------------- |
| Мари, перачка на военен полк                                | колоратурен сопран | Джулиета Боргезе                                      |
| Тонио, млад тиролец                                         | тенор              | Мечене Мария де л'Изл                                 |
| Сулпиз, Сержант                                             | бас                | Анри Дешайне                                          |
| Маркиза Беркенфелд                                          | контра-алт         | Мари-Жули Холингер                                    |
| Хортензиус, камериер на маркизата                           | бас                | Д. Дельони-Рике                                       |
| Полковник                                                   | бас                | Жорж-Мари Винсент Палианти                            |
| Един селянин                                                | тенор              | Анри Бланшар                                          |
| Херцогинята на Кракенторп                                   | речитативна роля   | Маргерит Бланшар                                      |
| Нотариус                                                    | речитативна роля   | Леон                                                  |
| Френски войници, тиролци, домашната прислуга на Херцогинята |                    |                                                       |

Действието се развива в Тирол, войниците са австрийски, но на сцената са обрисувани като френски. Действието в италианската версия е в Швейцария, вместо в Тирол.

### Акт I
Тиролските планини
Ужасната маркиза Биркенфелд и камериерът ѝ Хортензиус спират своето пътуване към Австрия, заради избухналата престрелка. Маркизата чува от селяните, че френските войски са се оттеглили и това я кара да коментира доста грубо французите въобще (ария на Маркизата „Pour une femme de mon nom“).
Сулпиз, сержант от 21-ви полк, уверява всички, че хората му ще възстановят мира и реда в селото. Придружава го Мари – талисманът, или „дъщерята“ на неговия полк, тъй като тя е сираче. Сулпиз я разпитва за младежа, с когото я е видял, а тя му обяснява, че това е Тонио – тукашен тиролец, който веднъж е спасил живота ѝ. Войските на 21-ви полк пристигат и водят един пленник. Мари с ужас установява, че това е същият този Тонио, който обяснява, че не шпионира, а търси нея. Докато тя се опитва да го спаси, той се разпива с войниците и удрят наздравици като първи приятели (ария на Мари „Chacun le sait“).
На Тонио е наредено да следва войниците навсякъде. Той обаче успява да избяга и отива право при Мари, за да ѝ се обясни в любов. Докато двамата флиртуват Сулпиз ги изненадва, а Мари сконфузено разяснява на Тонио, че тя може да се омъжи само за войник от 21-ви полк.
Маркизата иска от Сулпиз ескорт до замъка си. Когато чува името Беркенфелд, сержантът си спомня едно писмо, намерено с малката Мари до бойното поле. Маркизата в крайна сметка признава, че тя знае кой е бащата на момичето и че то е отдавна изчезналата дъщеря на нейната сестра. Детето било оставено на грижите ѝ, но се изгубило. Предвзетата маркиза е шокирана от грубите обноски на момичето – тя се държи досущ като войник. Решава да вземе Мари под грижите си в замъка и да я възпита и образова. В това време Тонио е приет в полка и вече може да се ожени за любимата си (ария на Тонио „„Ah! mes amis“). Мари обаче тъжно му съобщава, че заминава, оставяйки него и любимия си полк си (ария на Мари „Il faut partir“).

### Акт II
Замъкът на Беркенфелд
Маркизата замисля да омъжи Мари за херцога на Кракенторп. Сулпиз също е в замъка – възстановява се от контузия, получена на фронта. Заставен е от Маркизата да ѝ помогне да осъществи плана си. Сега Мари има урок по пеене, а нейната леля ѝ акомпанира на пианото. Окуражено от присъствието на сержантът, момичето вмъква в песента военни нотки и фрази, докато Маркизата губи самообладание от нерви (терцет на Мари, Маркизата и Сулпиз „Le jour naissait dans la bocage“). Ядосана, Маркизата напуска залата, Сулпиз излиза след нея. Останала сама, Мари се отнася в мисли за смисълът на парите и общественото положение (ария на Мари „Par le rang et l’opulence“). Внезапно тя чува войнишки марш и изпада в буйна радост, когато полка изпълва цялата зала. Дава им тон за песен – патриотичен химн (ария на Мари с хор „Salut à la France“). Тонио и Сулпиз са отново с Мари, младежът спокойно може да поиска ръката ѝ. Но Маркизата дори не трепва от признанието му пред племенницата ѝ, че тя е целият му живот (ария на Тонио и дует с Мари „Pour me rapprocher de Marie“). Тя студено заявява на Мари, че е сгодена за друг мъж, подходящ за положението ѝ и казва на Тонио да се маха оттук. Насаме със Сулпиз Маркизата признава истината: Мари всъщност е нейна незконна дъщеря, която тя е изоставила, страхувайки се от позора.
Влиза Хортензиус и съобщава началото на сватбеното тържество, оглавявано от майката на младоженеца – херцогиня ди Кракенторп. Мари отказва да напусне стаята си и Сулпиз, увещаващ я с всички средства, накрая се принуждава да ѝ каже, че Маркизата е нейна майка. Мари е смаяна – сега как да излезе срещу майка си... тя ще трябва да се омъжи за този, когото не обича. Точно когато е напът да подпише брачния си договор, като буря нахлуват войниците от 21-ви полк, начело с Тонио, за да спасят своята „дъщеря“. Гостите с ужас научават, че Мари е обикновена перачка. Погнусата на благородниците обаче бързо се сменят с респект, когато тя им разказва как е израснала и как не може да се отблагодари никога на войниците за това, което са направили за нея. Маркизата този път се трогва от доброто сърце на дъщеря си, че накрая ѝ позволява да се омъжи за Тонио. Всички са щастливи и пеят „Поздрав на Франция“ („Salut à la France“).

## Записи
| Година | Екип (Мари, Тонио, Сулпиз, Маркизата)                           | Диригент Оркестър и хор                                    | Издател                          |
| ------ | --------------------------------------------------------------- | ---------------------------------------------------------- | -------------------------------- |
| 1950   | Лина Палюги Чезаре Валети Сесто Брускантини Рина Корси          | Марио Роси Оркестър и хор „Лирика“, Милано                 | Warner-Fonit (италианска версия) |
| 1968   | Джоан Съдърланд Лучано Павароти Спиро Малас Моника Синклер      | Ричард Бонинг Оркестър и хор на Ковънт Гардън              | Decca                            |
| 1986   | Джун Андерсън Алфредо Краус Антоан Гарсин Хелия Т'Хезан         | Бруно Кампанела Оркестър и хор на Парижка национална опера | EMI                              |
|        | Едита Груберова Деон Ван Дер Валт Ханс Вернер Бюнц Роза Лагеца  | Марчело Пани Минхенски радио оркестър Баварски радио хор   | Nightingale                      |
| 2007   | Натали Десе Хуан Диего Флорез Алесандро Корбели Фелисити Палмър | Бруно Кампанела Оркестър и хор на Ковънт Гардън            | Virginia Classic                 |